# عبدالتیام
عبدالتیام (انگلیسی: Abdoul Thiam؛ زادهٔ ۱۹ ژوئن ۱۹۷۶) بازیکن فوتبال اهل آلمان است.

## باشگاهی
از باشگاه‌هایی که در آن بازی کرده‌است می‌توان به باشگاه فوتبال روت وایس اهلن، باشگاه فوتبال دارمشتات ۹۸، و باشگاه فوتبال آینتراخت برانشوایگ اشاره کرد.